# Hôtel Drouot
Hôtel Drouot – paryski dom aukcyjny. Znajduje się przy ulicy Drouot w 9 dzielnicy – stąd nazwa. Budynek został otwarty 1 czerwca 1852. Pod koniec lat 80 miała miejsce gruntowna przebudowa. W latach 1976–1980 aukcje odbywały się na dawnym dworcu, obecnie Muzeum Orsay.
Związany ze sztuką i paryską bohemą artystyczną, odegrał poważna rolę w kształtowaniu się światowych cen dzieł sztuki. Do najczęstszych towarów należą antyki, dzieła w stylach art nouveau et art déco, sztuka chińska i japońska a także sztuka ludów pierwotnych.
Obecnie należy do BNP Paribas, która wynajmuje go holdingowi Drouot S.A., należącemu do Compagnie des Commisaires-Priseurs, czyli kompanii aukcyjnej.